# Łyman Perszyj (obwód charkowski)
Łyman Perszyj (ukr. Лиман Перший) – wieś na Ukrainie, w obwodzie charkowskim, w rejonie kupiańskim, w hromadzie Dworiczna. W 2001 liczyła 280 mieszkańców, spośród których 237 wskazało jako ojczysty język ukraiński, 42 rosyjski, a 1 białoruski.